# Bouça (Mirandela)
Bouça é uma povoação portuguesa sede da Freguesia de Bouça do Município de Mirandela, freguesia com 13,57 km² de área e 182 habitantes (censo de 2021), tendo, por isso, uma densidade populacional de 13,4 hab./km².
Chegou a pertencer ao concelho de Valpaços mas este foi extinto em 24-10-1855 (esta afirmação diverge dos dados apresentados no artigo sobre o Município de Valpaços).[carece de fontes?]

## Demografia
A população registada nos censos foi:
| Distribuição da População por Grupos Etários | Distribuição da População por Grupos Etários | Distribuição da População por Grupos Etários | Distribuição da População por Grupos Etários | Distribuição da População por Grupos Etários |
| -------------------------------------------- | -------------------------------------------- | -------------------------------------------- | -------------------------------------------- | -------------------------------------------- |
| Ano                                          | 0-14 Anos                                    | 15-24 Anos                                   | 25-64 Anos                                   | > 65 Anos                                    |
| 2001                                         | 33                                           | 37                                           | 144                                          | 142                                          |
| 2011                                         | 9                                            | 21                                           | 102                                          | 129                                          |
| 2021                                         | 10                                           | 7                                            | 69                                           | 96                                           |

## Toponímia

Localização da Freguesia de Bouça no Município de Mirandela.

O vocábulo «bouça» designa uma extensão de terreno vedado e inculto, que se deixa em pousio, para criar mato, com o intuito de se roçar e ulteriormente usar como adubo. Provém do étimo latino baltea, que significa «cingido; cintado; vedado».

## Povoações
- Bouça
- Ferradosa

Antigas localizações/nomes da aldeia:
- Muralha (ou Cidade do Pineto), localizado a pequena distância da margem esquerda do rio Rabaçal.
- Bouça de Nunes

## Viscondes de Bouça
- 1º Visconde - Sebastião Manuel Sampaio e Castro
- Viscondessa D. Emília Eugénia.
- Viscondessa D. Maria Candida e Castro
- Visconde Manuel Pinto Guedes Barcellar Sarmento Pereira de Moraes e Pimentel
- (?) Viscondessa Anna Candida Augusta Vaz Guedes Pereira Pinto Telles Menezes e Mello.